# 蓮荷麗·瓊蓀
蓮荷麗·瓊蓀 (英語：Lynn Holly Johnson，1958年12月13日—) ，是一位美國職業溜冰選手及女演員，當她於1970年代中期於花式溜冰界取得成功後，開啟了演藝事業。包括了1978年獲金球獎提名的《冰堡》，以及1981年在007電影《最高機密》中飾演龐德女郎碧碧達。

## 外部連結
- Official website （页面存档备份，存于）
- Lynn-Holly Johnson在互联网电影资料库（IMDb）上的資料（英文）
- .   [2011-12-26]. （原始内容存档于2001-02-16）.  (October 16, 1998)
- Lynn Holly Johnson interview （页面存档备份，存于） (August, 2012)
- Lynn Holly Johnson Interview （页面存档备份，存于）